# Naturbahnrodel-Weltmeisterschaft 2003
Die 14. FIL Naturbahnrodel-Weltmeisterschaft fand vom 7. bis 9. Februar 2003 im slowenischen Železniki statt.

## Technische Daten der Naturrodelbahn
| Name                   | Drauh – Soriška planina |
| Start                  | 1381 m. i. J.           |
| Ziel                   | 1280 m. i. J.           |
| Höhendifferenz         | 0.101 m                 |
| Durchschnittl. Neigung | 0.013 %                 |
| Länge                  | 0.843 m                 |

## Einsitzer Herren
| Platz | Name                  | Zeit          |
| ----- | --------------------- | ------------- |
| 01    | Robert Batkowski      | 2:48,32 min   |
| 02    | Gerhard Pilz          | + 00,57 s     |
| 03    | Gerald Kallan         | + 01,11 s     |
| 04    | Anton Blasbichler     | + 01,39 s     |
| 05    | Florian Breitenberger | + 01,65 s     |
| 06    | Borut Kralj           | + 01,68 s     |
| 07    | Roland Kallan         | + 01,93 s     |
| 08    | Rudi Resch            | + 02,01 s     |
| 09    | Andreas Gruber        | + 02,17 s     |
| 10    | Andreas Castiglioni   | + 02,48 s     |
| 11    | Gerald Kammerlander   | + 02,62 s     |
| 12    | Ferdinand Hirzegger   | + 02,71 s     |
| 13    | Alexei Lebedew        | + 02,72 s     |
| 14    | Martin Psenner        | + 03,13 s     |
| 15    | Daniel Quitta         | + 03,51 s     |
| 16    | Marcus Grausam        | + 04,18 s     |
| 17    | Georg Maurer          | + 04,39 s     |
| 18    | Grega Spendov         | + 04,73 s     |
| 19    | Gašper Benedik        | + 04,97 s     |
| 20    | Ervin Marn            | + 05,66 s     |
| 21    | Corey Pusey           | + 08,36 s     |
| 22    | Rudolf Schwarz        | + 08,76 s     |
| 23    | Pjotr Popow           | + 09,98 s     |
| 24    | Damian Waniczek       | + 10,56 s     |
| 25    | Christian Wichan      | + 10,93 s     |
| 26    | John Gibson           | + 11,29 s     |
| 27    | Pawel Porschnew       | + 12,80 s     |
| 28    | Knut Solheim          | + 12,91 s     |
| 29    | Iwan Lasarew          | + 13,20 s     |
| 30    | Julien Schultz        | + 15,11 s     |
| 31    | Alexander Jegorow     | + 15,25 s     |
| 32    | Kristian Roel         | + 17,08 s     |
| 33    | Kenan Strojil         | + 18,73 s     |
| 34    | Borut Fejfar          | + 20,86 s     |
| 35    | Michael Törnquist     | + 21,61 s     |
| 36    | Jasmin Prnjavorac     | + 22,63 s     |
| 37    | Loren Montcalm        | + 24,49 s     |
| 38    | Tomáš Papiorek        | + 26,56 s     |
| 39    | Caleb Underwood       | + 27,08 s     |
| 40    | Petr Pulcer           | + 30,13 s     |
| 41    | Juri Harzula          | + 35,09 s     |
| 42    | Martin Nachmann       | + 36,86 s     |
| 43    | Galabin Bozew         | + 39,69 s     |
| 44    | Georgi Mirtschew      | + 49,66 s     |
| 45    | William Ogilvie       | + 50,11 s     |
| 46    | Dessislaw Charlow     | + 50,52 s     |
| 47    | Emil Lasarow          | + 56,62 s     |
| 48    | Miroslav Wuchalijski  | + 57,94 s     |
| --    | Jure Pohleven         | DNF (1. Lauf) |
| --    | Žiga Pagon            | DNS (1. Lauf) |
| --    | Tom Power             | DNS (1. Lauf) |
| --    | Andrij Schurtyn       | DNS (1. Lauf) |
| --    | Andrzej Laszczak      | DNS (1. Lauf) |
| --    | Kenan Suljagić        | DNS (1. Lauf) |
| --    | Denis Alimow          | DNS (1. Lauf) |
| --    | Thomas Damian         | DNS (1. Lauf) |

Datum: 8. Februar (1. Wertungslauf) und 9. Februar 2003 (2. und 3. Wertungslauf)
Der Österreicher Robert Batkowski lag zwar nach dem ersten Durchgang nur an achter Stelle, erzielte aber im zweiten und dritten Wertungslauf die Bestzeit und wurde Weltmeister im Einsitzer. Die Silbermedaille gewann der amtierende Europameister Gerhard Pilz, ebenfalls aus Österreich. Gerald Kallan komplettierte mit der Bronzemedaille den österreichischen Dreifachsieg. Damit gingen erstmals alle WM-Medaillen im Herren-Einsitzer an Österreich, während Italien dies zuvor schon zweimal gelungen war. Der Titelverteidiger Anton Blasbichler, der im ersten Lauf Bestzeit erzielt hatte, wurde Vierter.

## Einsitzer Damen
| Platz | Name                   | Zeit          |
| ----- | ---------------------- | ------------- |
| 01    | Sonja Steinacher       | 2:51,77 min   |
| 02    | Jekaterina Lawrentjewa | + 00,07 s     |
| 03    | Irene Mitterstieler    | + 01,57 s     |
| 04    | Sandra Mariner         | + 01,73 s     |
| 05    | Christa Gietl          | + 01,91 s     |
| 06    | Renate Gietl           | + 02,19 s     |
| 07    | Elvira Holzknecht      | + 02,45 s     |
| 08    | Julija Wetlowa         | + 02,95 s     |
| 09    | Marlies Wagner         | + 03,41 s     |
| 10    | Barbara Abart          | + 03,52 s     |
| 11    | Sabine Kogler          | + 06,28 s     |
| 12    | Michaela Maurer        | + 07,55 s     |
| 13    | Živa Janc              | + 07,70 s     |
| 14    | Mateja Kralj           | + 08,38 s     |
| 15    | Oksana Jelessina       | + 15,54 s     |
| 16    | Melissa Jones          | + 16,18 s     |
| 17    | Jekaterina Zaroutskaja | + 17,03 s     |
| 18    | Karolina Waniczek      | + 27,72 s     |
| 19    | Sylvia Plucnarová      | + 47,78 s     |
| 20    | Radostina Vucheliyska  | + 1:26,62 min |
| --    | Melika Hasanovic       | DNF (2. Lauf) |
| --    | Ewelina Żurek          | DNS (2. Lauf) |
| --    | Magdalena Zawada       | DNS (1. Lauf) |

Datum: 7. Februar (1. Wertungslauf) und 8. Februar 2003 (2. und 3. Wertungslauf)
Die Italienerin Sonja Steinacher verteidigte mit Bestzeiten im zweiten und dritten Wertungslauf erfolgreich ihren Weltmeistertitel. Mit nur sieben Hundertstelsekunden Rückstand gewann die nach Lauf eins führende Russin Jekaterina Lawrentjewa die Silbermedaille. Lawrentjewa hatte auch im Vorjahr bei der Europameisterschaft Platz zwei erreicht und war 2000 Weltmeisterin geworden. Bronze ging an die Italienerin Irene Mitterstieler, für die es die einzige Medaille bei einem Großereignis war.

## Doppelsitzer
| Platz | Name                                     | Zeit          |
| ----- | ---------------------------------------- | ------------- |
| 01    | Wolfgang Schopf – Andreas Schopf         | 2:00,88 min   |
| 02    | Pawel Porschnew – Iwan Lasarew           | + 01,81 s     |
| 03    | Harald Kleinhofer – Gerhard Mühlbacher   | + 01,99 s     |
| 04    | Andrzej Laszczak – Damian Waniczek       | + 02,26 s     |
| 05    | Denis Alimow – Roman Molwistow           | + 02,32 s     |
| 06    | Guido Hilgarter – Siegfried Truppe       | + 03,01 s     |
| 07    | Günther Innerbichler – Alex Innerbichler | + 04,17 s     |
| 08    | Andrzej Tyrna – Tomasz Kowalczyk         | + 05,68 s     |
| 09    | Simone Demé – Michael Squinabol          | + 05,81 s     |
| 10    | Alexander Jegorow – Pjotr Popow          | + 10,61 s     |
| 11    | Dessislaw Charlow – Miroslav Wuchalijski | + 32,13 s     |
| 12    | Galabin Bozew – Georgi Mirtschew         | + 35,98 s     |
| --    | Armin Mair – Johannes Hofer              | DNF (2. Lauf) |
| --    | Jasmin Prnjavorac – Kenan Suljagić       | DNS (2. Lauf) |
| --    | Borut Kralj – Bostjan Vizjak             | DNF (1. Lauf) |
| --    | Reinhard Beer – Herbert Kögl             | DNF (1. Lauf) |
| --    | Tomáš Papiorek – Petr Pulcer             | DNS (1. Lauf) |
| --    | Martin Graf – Harald Laimer              | DNS (1. Lauf) |

Datum: 8. Februar 2003 (beide Wertungsläufe)
Den Österreichern Wolfgang und Andreas Schopf gelang nach Platz zwei im ersten Durchgang mit der schnellsten Zeit im zweiten Wertungslauf die erfolgreiche Titelverteidigung. Die Halbzeitführenden Pawel Porschnew und Iwan Lasarew aus Russland fielen im zweiten Durchgang nach einem schweren Fehler im oberen Teil der Strecke und der nur sechstbesten Laufzeit deutlich hinter die Österreicher zurück und gewannen Silber. Nach Platz vier im ersten Durchgang konnte sich das österreichische Duo Harald Kleinhofer und Gerhard Mühlbacher mit der zweitbesten Zeit im zweiten Wertungslauf noch auf Rang drei verbessern.

## Medaillenspiegel
| Platz | Land       | Gold | Silber | Bronze | Gesamt |
| ----- | ---------- | ---- | ------ | ------ | ------ |
| 1.    | Österreich | 2    | 1      | 2      | 5      |
| 2.    | Italien    | 1    | –      | 1      | 2      |
| 3.    | Russland   | –    | 2      | –      | 2      |